# Tribofinition
Le polissage mécanochimique, tonnelage, tribofinition ou encore trovalisation est un procédé qui permet de modifier l'état de surface et les arêtes de pièces en métal, en matière synthétique, en céramique, etc., en les immergeant dans un mélange abrasif mis en mouvement vibratoire, oscillatoire, ou rotatif dans une cuve ouverte ou fermée,.
Le résultat obtenu (ex. : nettoyage, décapage, ébavurage, rayonnage, polissage, effet mat) est dû aux frottements entre les pièces et le mélange abrasif, et dépend du type d'équipement utilisé, de la composition du mélange abrasif, des paramètres de vitesse et de la durée de l'opération.

## Paramètres du procédé

### Mélange abrasif
Le mélange abrasif est composé le plus souvent de trois composants :
- des médias (aussi appelés porteurs, ou chips) dont le rôle est de transférer le mouvement de la cuve au mélange abrasif et aux pièces à traiter, de façon à générer les frottements qui sont à la base de l‘effet abrasif. Ils peuvent être de diverses matières (métal, polymère, céramique, végétaux, etc.), formes (cylindres, tétragones, etc.) et dimensions (de 0,1 mm à plusieurs centimètres). Ils forment en général la majorité du volume de la charge (mélange abrasif et pièces). Bien qu'ils soient utilisables plusieurs fois, ils subissent une usure qui peut modiﬁer leur effet ou engendrer des difficultés de séparation (voir plus bas), ce qui limite le nombre de cycles d‘utilisation.
- d'un abrasif sous forme de poudre ou de pâte, dont le rôle est d'amplifier l'effet des frottements, et donc l'effet abrasif. Il n'est en principe pas réutilisable car il s'use en cours de traitement.
- d'un liquide (eau ou huile) qui fluidiﬁe le mélange et limite l'augmentation de la température.

### Équipement

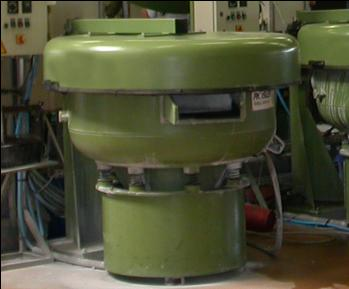
Bol vibrant pour tribofinition.

Les équipements utilisés se caractérisent par le type de mouvement imposé à la cuve et par le volume de cette dernière (de moins d'un litre à plusieurs mètres cubes).
Quelques types d'équipements rencontrés couramment :
- bols vibrants (aussi appelés vibrateurs circulaires) : pour les pièces de dimensions modestes (< 100 mm) les équipements les plus courants utilisent un mouvement vibratoire imposé à une cuve torique (dont l‘axe de révolution est vertical), ce qui engendre un déplacement des pièces et des médias à la fois autour de l'axe de la cuve, et circulairement dans le proﬁl de la cuve. Ces cuves sont souvent munies d'un couvercle pour éviter l'évaporation de l'eau et limiter les éclaboussures ;
- cuves vibrantes (ou vibrateurs linéaires) : pour des pièces plus grandes (> 100 mm) la cuve est souvent rectangulaire et les porteurs ont un mouvement de va-et-vient rapide ;
- centrifugeuses à fonds tournant : la cuve ronde est munie d'un fond tournant qui entraîne la charge, tandis que la paroi fixe la freine, générant la friction en son sein ;
- centrifugeuses satellitaires : les satellites sont de forme cylindrique ou prismatique droit à base hexagonale; ils sont soumis à un mouvement épicycloïdal (dans un plan horizontal, vertical ou oblique). Aﬁn d'équilibrer l'équipement, deux ou quatre satellites sont utilisés. Dans certains cas, les axes des satellites peuvent être inclinés, ce qui permet de générer des mouvements plus complexes et par conséquent d'atteindre des zones plus difficiles d'accès. Enfin, le principal avantage de ces équipements est de fournir une puissance de travail très importante, permettant de réduire très sensiblement les temps de cycle. À titre d'exemple, la société Altia a ainsi réduit les temps de cycle de ses process d'ébavurage et polissage d'un facteur vingt ;

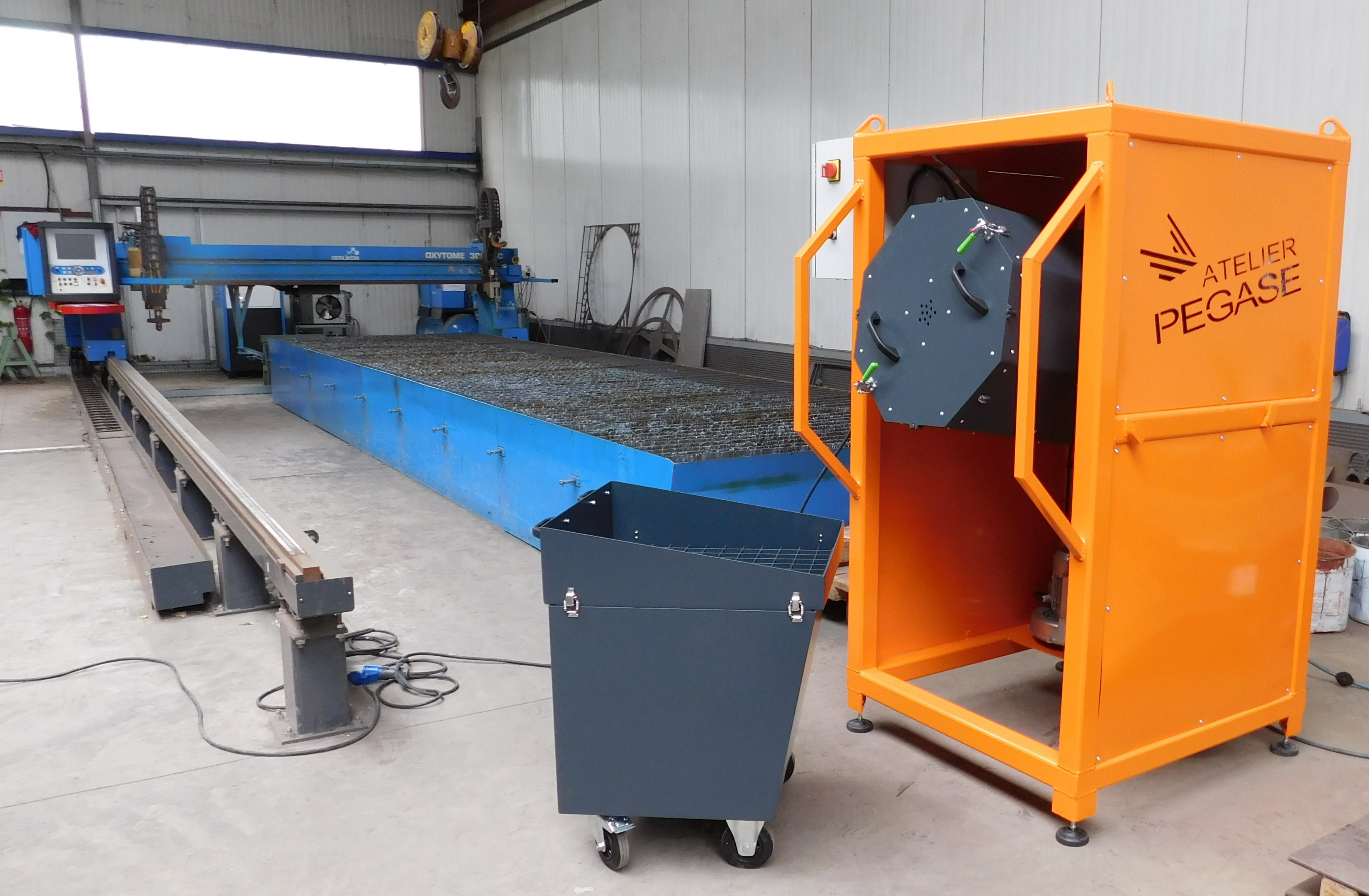
Tonneau d'ébavurage AP120 installé à côté d'une table d'oxycoupage.

- tonneau d'ébavurage : les tonneaux d'ébavurage par voie sèche sont des alternatives économiques et écologiques aux procédés de tribofinition par voie humide. Les pièces à traiter sont placées dans une cuve avec des médias abrasifs, le plus souvent métalliques. La mise en rotation de la cuve opère un traitement mécanique ayant pour effet d'ébavurer les arêtes et de supprimer les scories. Un système d'aspiration et de filtration permet de concentrer les poussières féritiques ainsi générées dans un bac séparateur, en vue d'être recyclées. La cuve est souvent revêtue sur sa paroi intérieure d'une protection élastomère ayant pour effet de prolonger la durée de vie du média et de réduire considérablement les émissions sonores.

Les cuves ou tonneaux utilisés sont le plus souvent en matière synthétique (ou revêtus), par exemple en polyuréthane ou caoutchouc ;
- centrifugeuses magnétiques : les abrasifs sont magnétiques ; du fait de la mise en mouvement d'un plateau magnétique, ils se déplacent par rapport aux pièces et génèrent des opérations de polissage ou d'ébavurage.

Une variante consiste à ﬁxer les pièces à la cuve par une armature ou des axes eux-mêmes mis en rotation ; dans ce cas, seul le mélange abrasif est en mouvement dans la cuve. Ce procédé aussi appelé « smuritropie » permet d'éviter les chocs des pièces entre elles, parfois causes de dommages aux pièces.

### Vitesse et durée
La fréquence d'oscillation ou de rotation de la cuve influe fortement sur le mouvement de la charge et par conséquent sur la vitesse d'abrasion.
La durée des cycles est ajustée en fonction de l'effet souhaité ; elle peut varier de quelques minutes à plusieurs dizaines d'heures.

## Choix des bons paramètres
Il ne suffit pas de disposer d'un vibrateur et de quelques sacs d'abrasifs ; bénéficier des bons conseils techniques peut s'avérer fondamental pour parvenir au résultat souhaité.
Avec plus de 6 500 médias abrasifs différents, plus de 150 modèles d'équipements et à peu près autant d'additifs (liquides, pâtes ou poudres), le nombre de combinaisons possibles devient vite très important ; quelques sites de vulgarisation pourront apporter un soutien de base.

## Séparation
Une fois le cycle de tribofinition terminé, il est nécessaire de séparer les pièces des médias (qui peuvent être réutilisés) et la boue (mélange liquide d'abrasif usé et poussières). Lorsque les pièces sont volumineuses, elles peuvent être retirées à la main ; sinon, des tamis (manipulés à la main ou montés sur un vibreur) sont utilisés.